# Єгурнов Олександр Іванович
Олександр Іванович Єгурнов (нар. 24 січня 1952, Сталіно — пом. 23 вересня 2015, Чернігів) — радянський футболіст, що грав на позиції захисника. Відомий за виступами у низці українських клубів першої та другої ліг СРСР.

## Клубна кар'єра
Олександр Єгурнов народився в Донецьку, та розпочав займатися футболом у школі місцевої команди «Шахтар», а першим його тренером став відомий у минулому футболіст Георгій Бікезін. У 1970 році Єгурнов дебютував у дублюючому складі «Шахтаря», проте вже в цьому році переведений до донецької команди класу «Б» «Локомотив». З 1971 року Олександр Єгурнов грав у складі макіївського «Шахтаря», спочатку в аматорських турнірах, а в 1972—1973 роках у другій лізі. У 1974—1975 роках Єгурнов проходив військову службу у складі команди другої ліги СК «Чернігів».
У 1976 році Олександр Єгурнов став гравцем команди першої ліги «Спартак» з Івано-Франківська, і в першому сезоні виступів став одним із основних гравців захисної лінії команди. Проте наступного сезону він втратив місце в основі, а в 1978 році перейшов до команди другої ліги «Десна» з Чернігова, де став одним із найдосвідченіших гравців та наставником для молодих футболістів. У 1980 році Єгурнов завершив виступи в командах майстрів, після чого ще кілька років грав у чернігівських аматорських командах. Помер Олександр Єгурнов у 2015 році в Чернігові.